# Stallburg

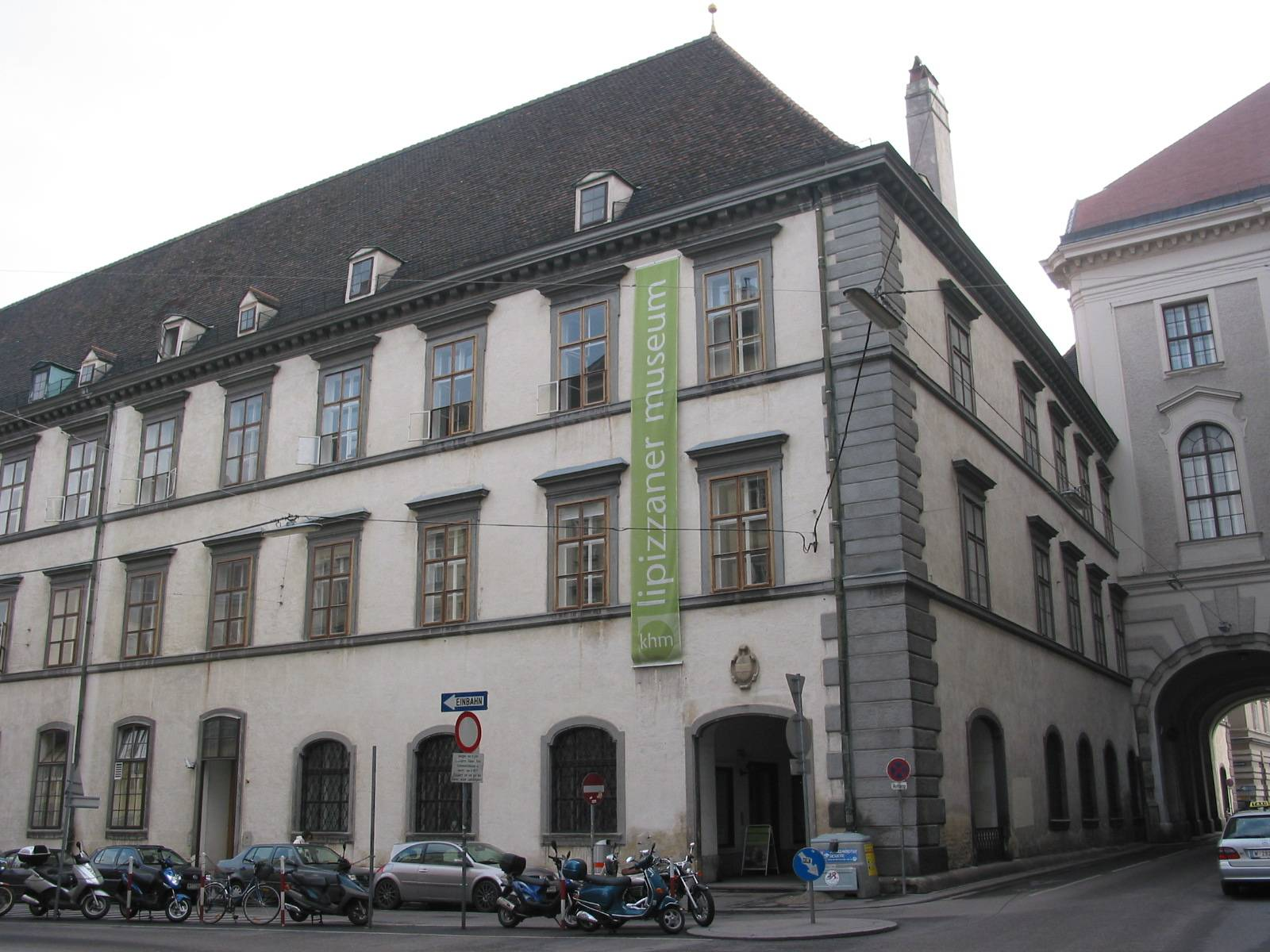
Le Stallburg, façade nord

Le Stallburg parfois Galerie Stallburg est un bâtiment renaissance de trois étages avec une cour intérieure. Construit comme résidence entre 1558-1565 pour l'empereur Maximilien II de Habsbourg et situé dans le centre de Vienne en Autriche, il fait partie du palais impérial de la Hofburg. 

## Collection d'art de l'archiduc Léopold Wilhelm
De 1659 à 1776, dans onze salles du deuxième étage, il abrita la collection d'art de l'archiduc Léopold Wilhelm, devenant ainsi la Galerie Stallburg. En 1778 cette collection sera transférée à l'Österreichische Galerie Belvedere. 
Avant de s'installer à Vienne en 1659, l'archiduc Léopold Wilhelm avait constitué à Bruxelles, alors qu'il était gouverneur des Pays-Bas espagnols, une collection de 1300 tableaux parmi lesquels des Hans Memling, Rogier van der Weyden, Altdorfer, Pieter Brueghel l'Ancien, Lucas Cranach, Holbein, Titien, Giorgione, Giovanni Bellini, Mantegna, Tintoretto, Jacopo da Ponte. 
Léopold légua cette collection à son neveu Léopold Ier, de sorte qu'elle devint propriété impériale . À partir de 1889, elle entre en grande partie au Kunsthistorisches Museum (Musée d'histoire de l'art de Vienne) et prend aujourd'hui une place importante dans la collection de ce musée. 
David Teniers le Jeune a peint des vues de la galerie bruxelloise et reproduit certaines des œuvres en miniature. Cette documentation a servi de modèle pour les graveurs. Il publia également en 1660 le Theatrum Pictorium, Théâtre de la Peinture, premier catalogue imprimé et illustré d'une importante collection de tableaux,. Charles VI chargera Ferdinand Storffer de cataloguer les miniatures en couleurs ainsi que les gravures. Le document qui en résulte, Le nouvel inventaire de la galerie des peintures impériales du Stallburg, paraît en quatre volumes de 1720 à 1733. 

David Teniers le Jeune, La galerie de l'archiduc Leopold Wilhelm à Bruxelles
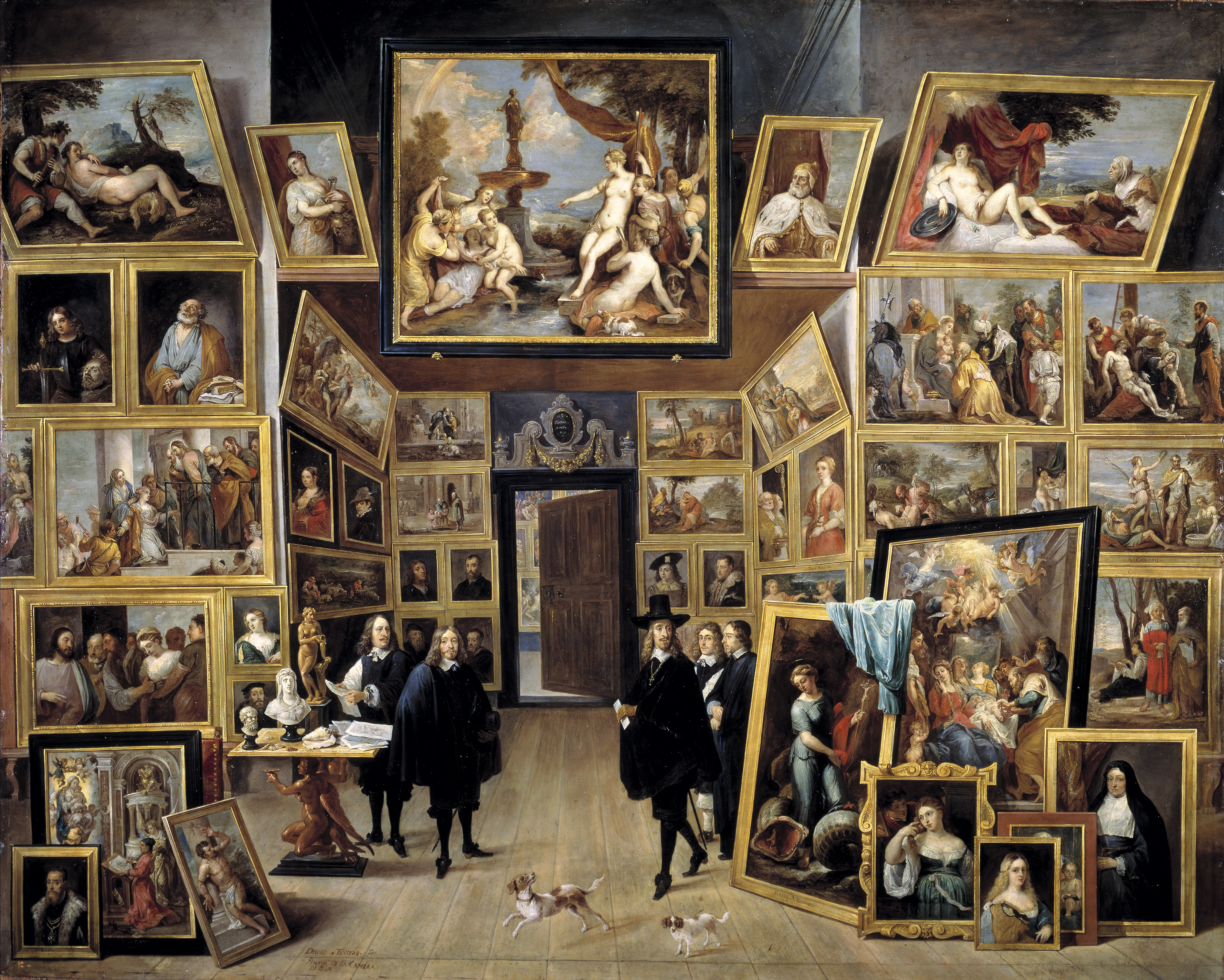
Prado.
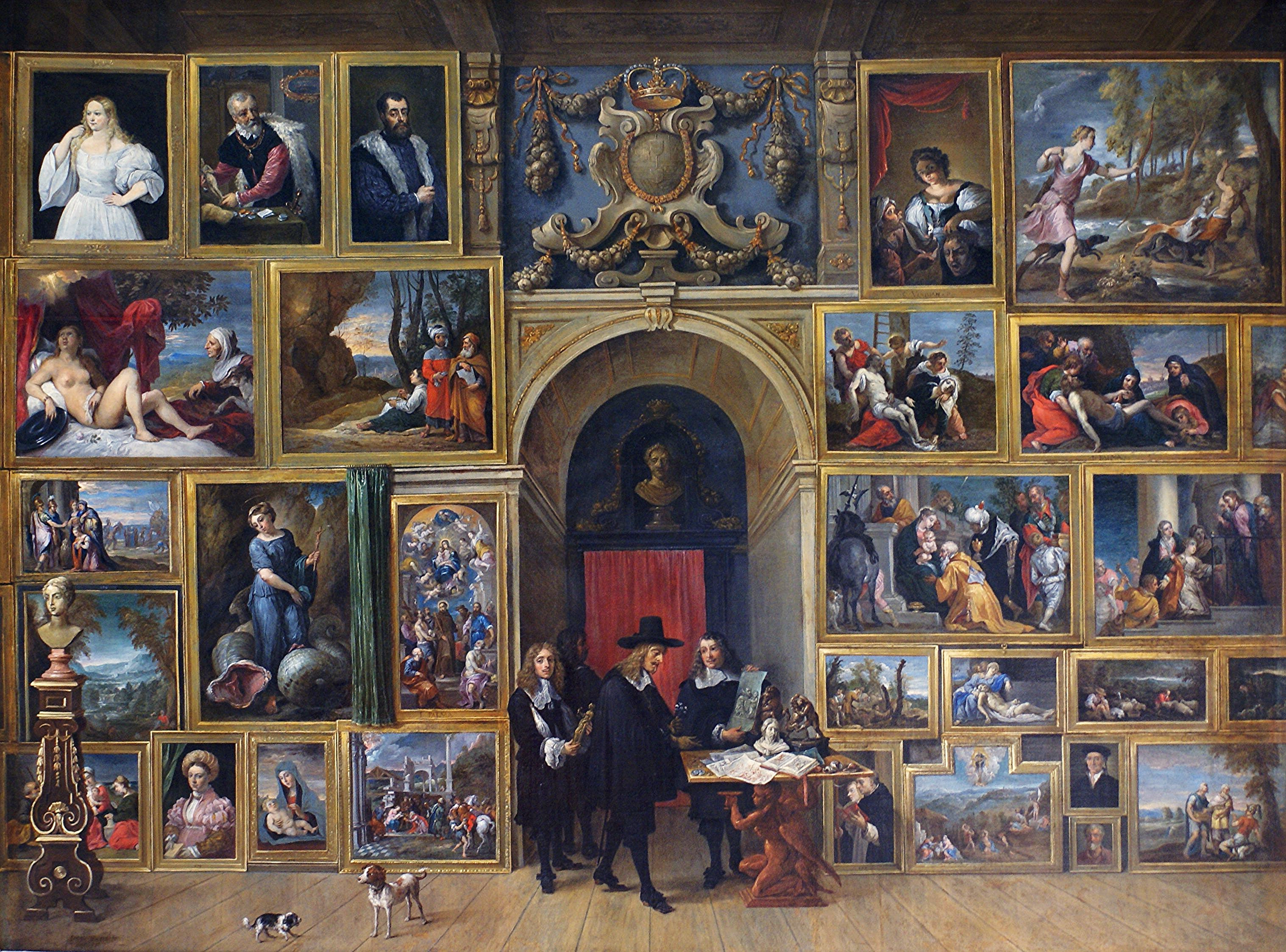
Musées royaux des beaux-arts de Belgique.
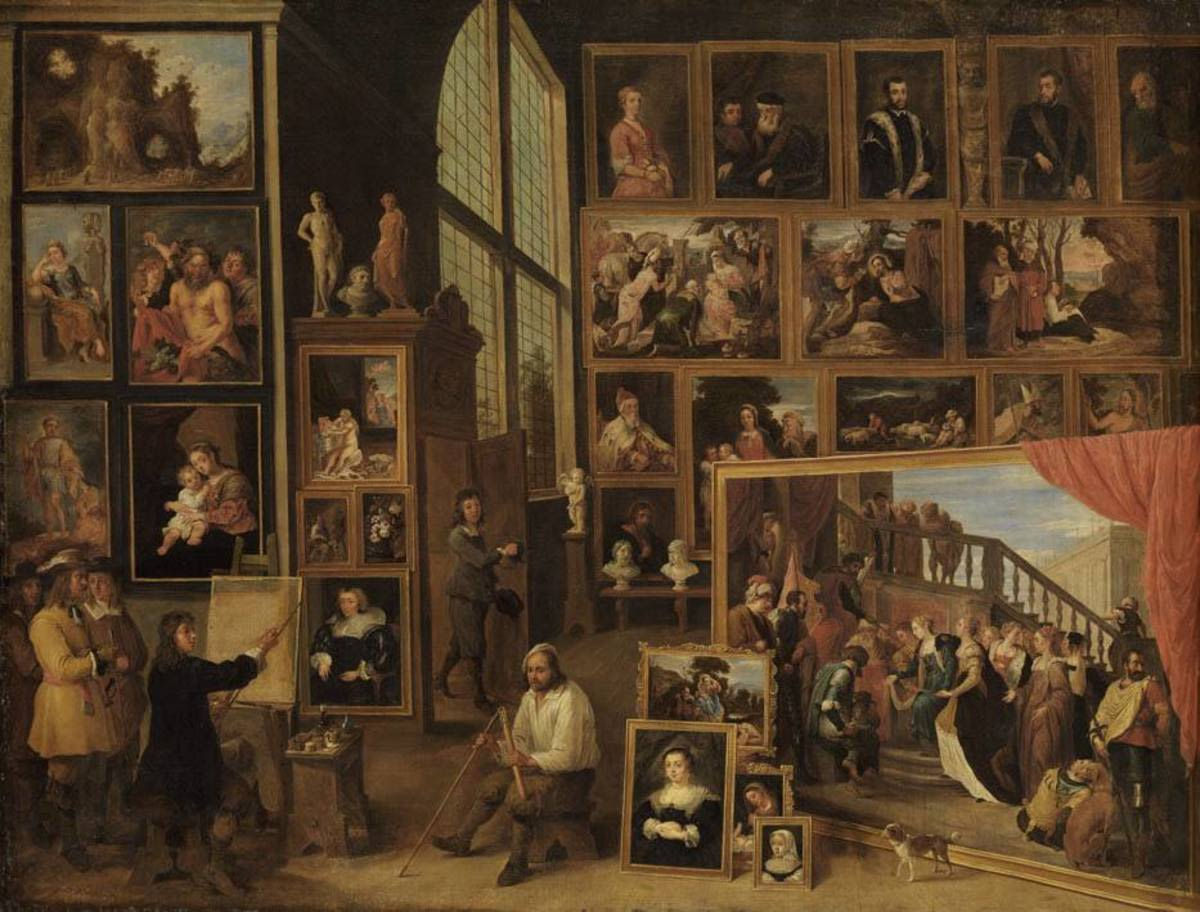
Château de Schleissheim.
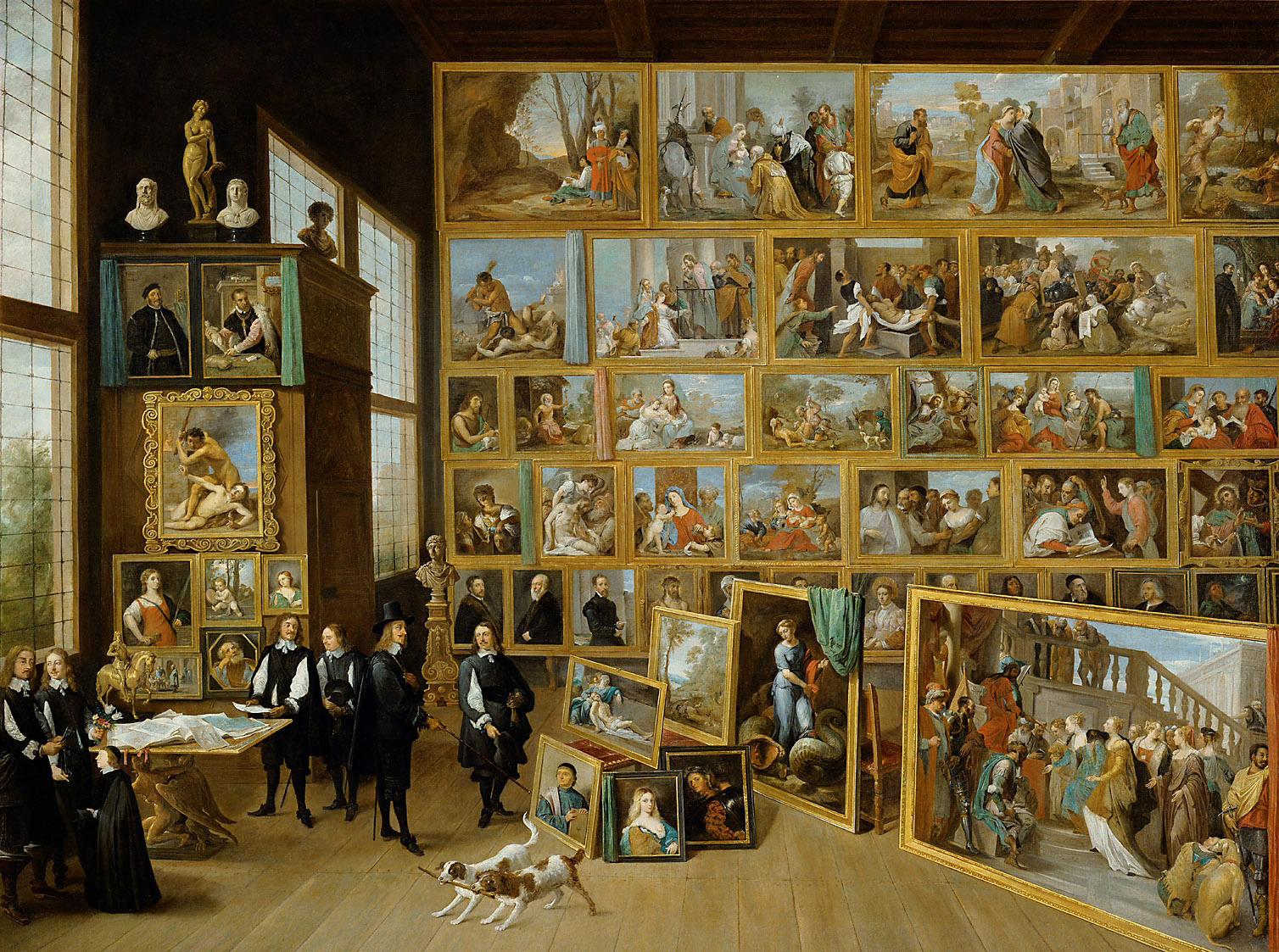
Musée d'histoire de l'art de Vienne.
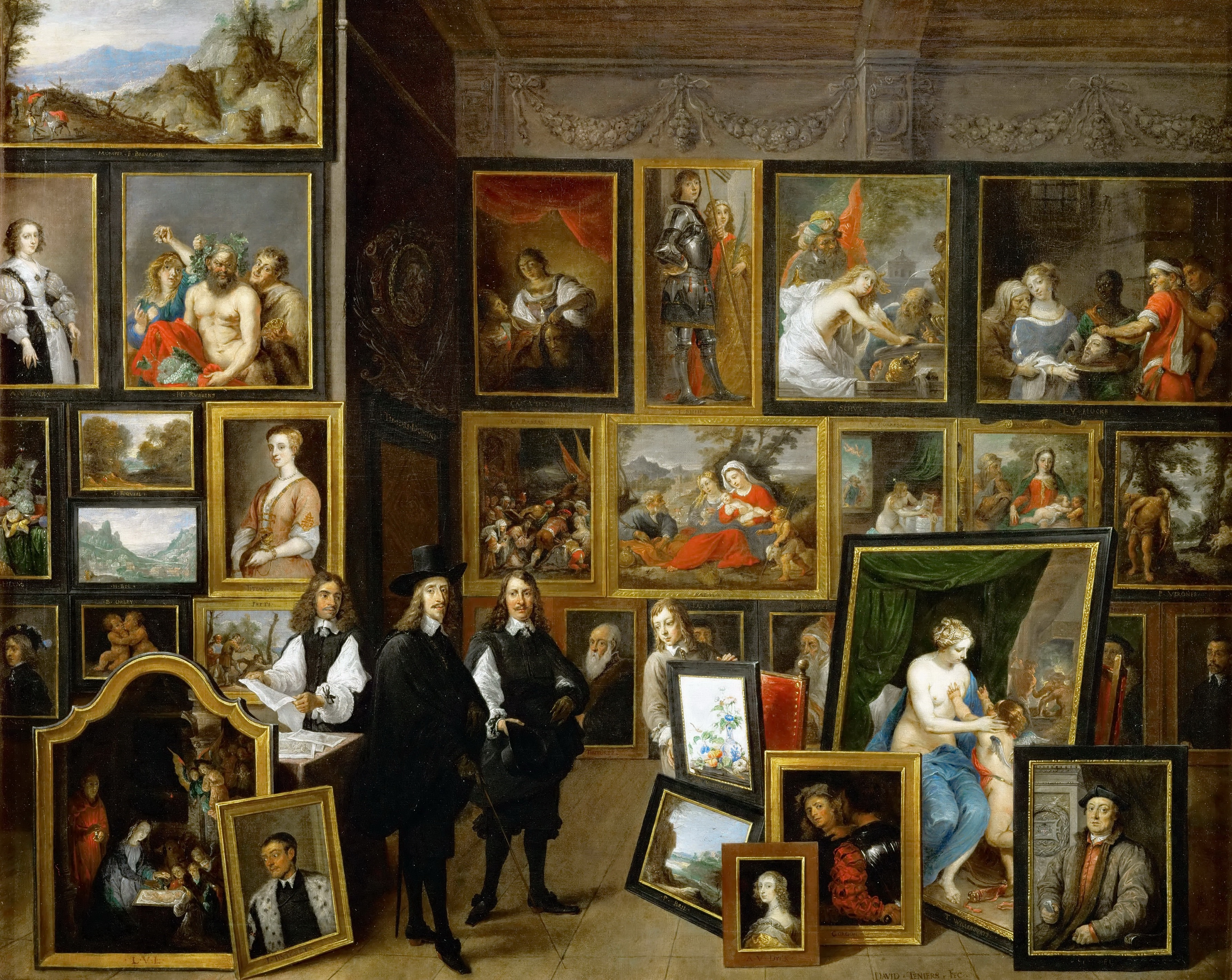
Musée d'histoire de l'art de Vienne.
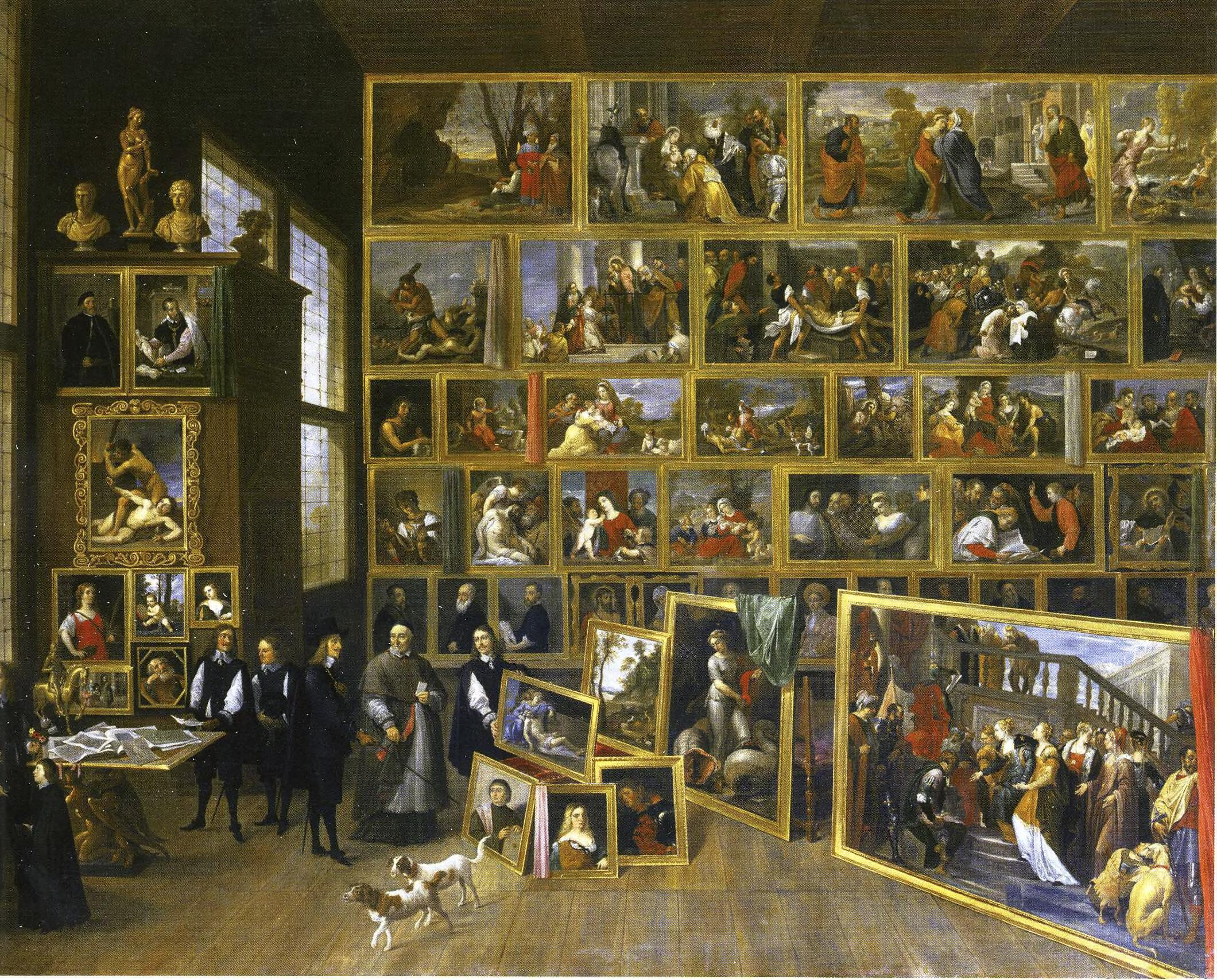
Petworth House.

## Écurie impériale et École espagnole d'équitation
Par la suite, le bâtiment a été utilisé par l'écurie impériale et abrita au rez de chaussée les chevaux impériaux. Il est encore aujourd'hui utilisé par l'École espagnole d'équitation.

La cour intérieure du Stallburg
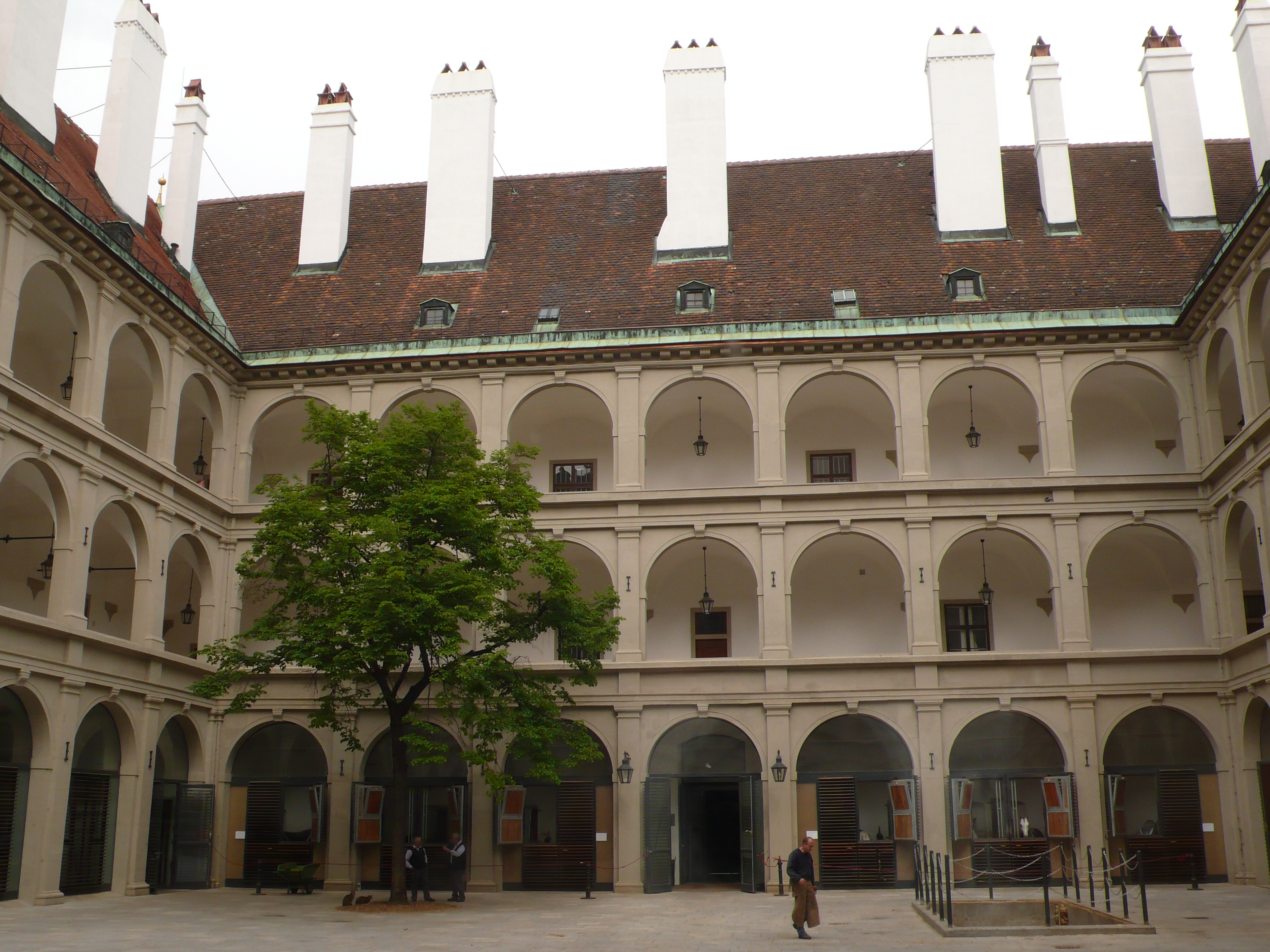
Vue de la cour en 2009
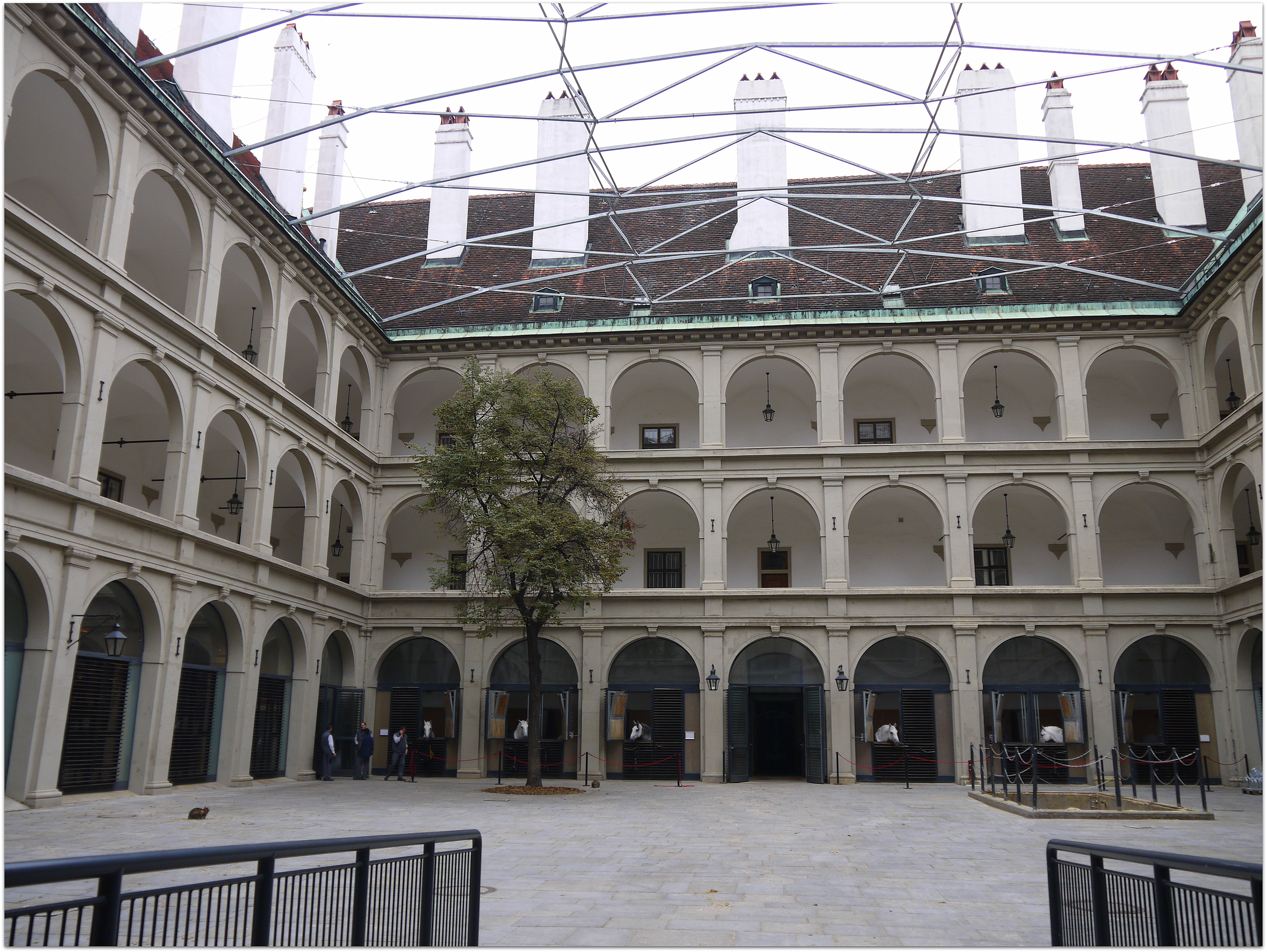
Vue de la cour en 2014
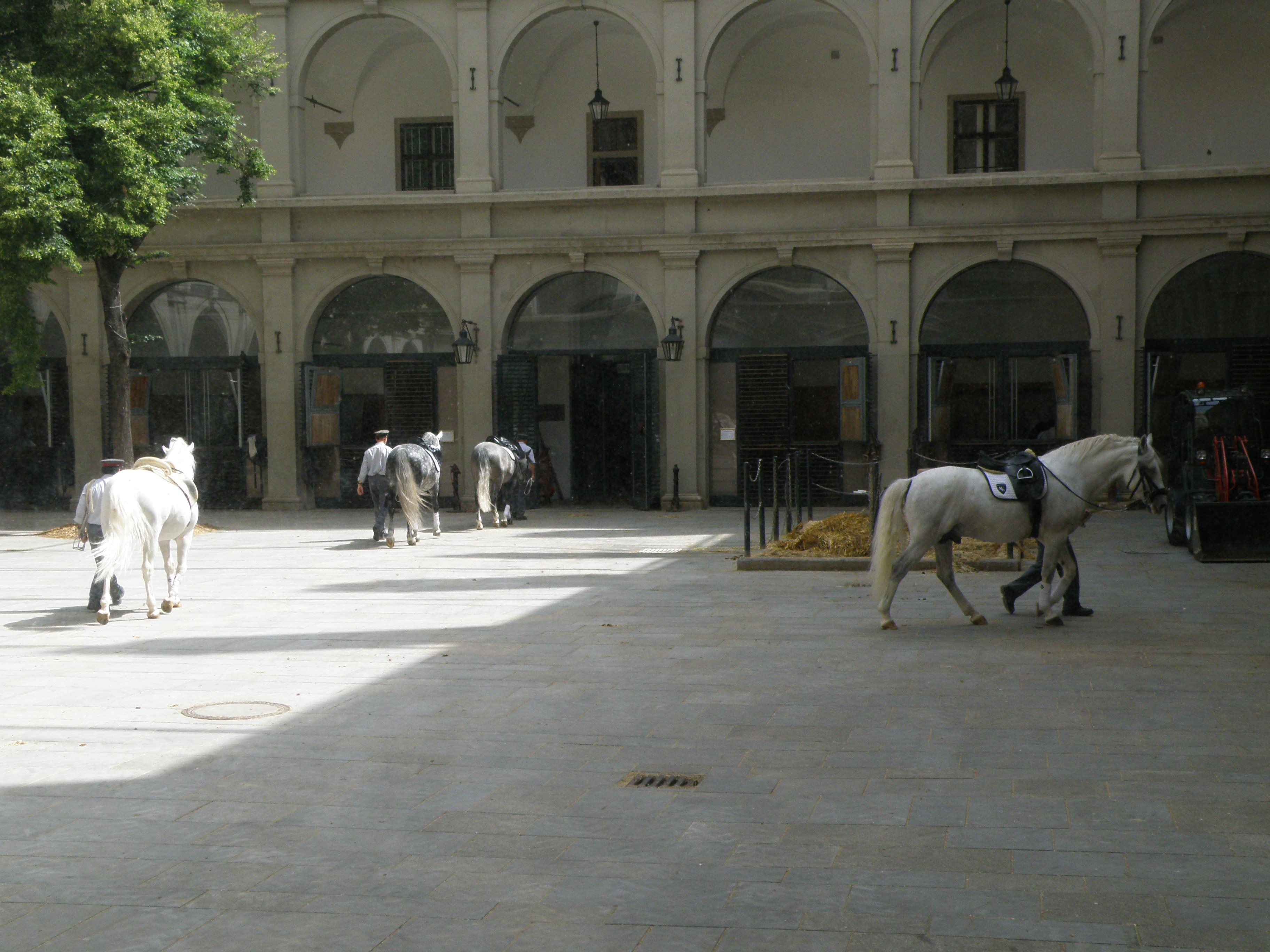
Des lippizans de l'École espagnole d'équitation dans la cour intérieure

## Dégâts de guerre
L'édifice a été lourdement endommagé par les bombardements en 1945, juste avant la fin de la Seconde Guerre mondiale, mais il a été fidèlement restauré au cours des années 1947-1948. Les passages en arcades entre le palais Hofburg et Stallburg ont été ouverts le 1er juillet 1948.